# گریز کودک بی‌گناه
گریز کودک بی‌گناه (ایتالیایی: La corsa dell'innocente) که در خارجِ ایتالیا با نام پرواز کودک بی‌گناه منتشر شد، یک فیلم درام دلهره‌آور ایتالیایی به کارگردانی کارلو کارلئی است که در سال ۱۹۹۲ منتشر شد. این فیلم در پنجاه و یکمین دوره جوایز گلدن گلوب نامزد دریافت جایزه گلدن گلوب بهترین فیلم خارجی‌زبان شد.

## بازیگران
- سال بورجزه
- ماسیمو لودولو
- آنیتا تساگاریا
- جانفرانکو بارا
- فرانچسکا نری
- ژاک پرن
- نیکلا دی پینتو